# Hachenburg
Hachenburg est une ville et chef-lieu du Verbandsgemeinde de Hachenburg, dans l'arrondissement de Westerwald, en Rhénanie-Palatinat, dans l'ouest de l'Allemagne.

## Liens externes

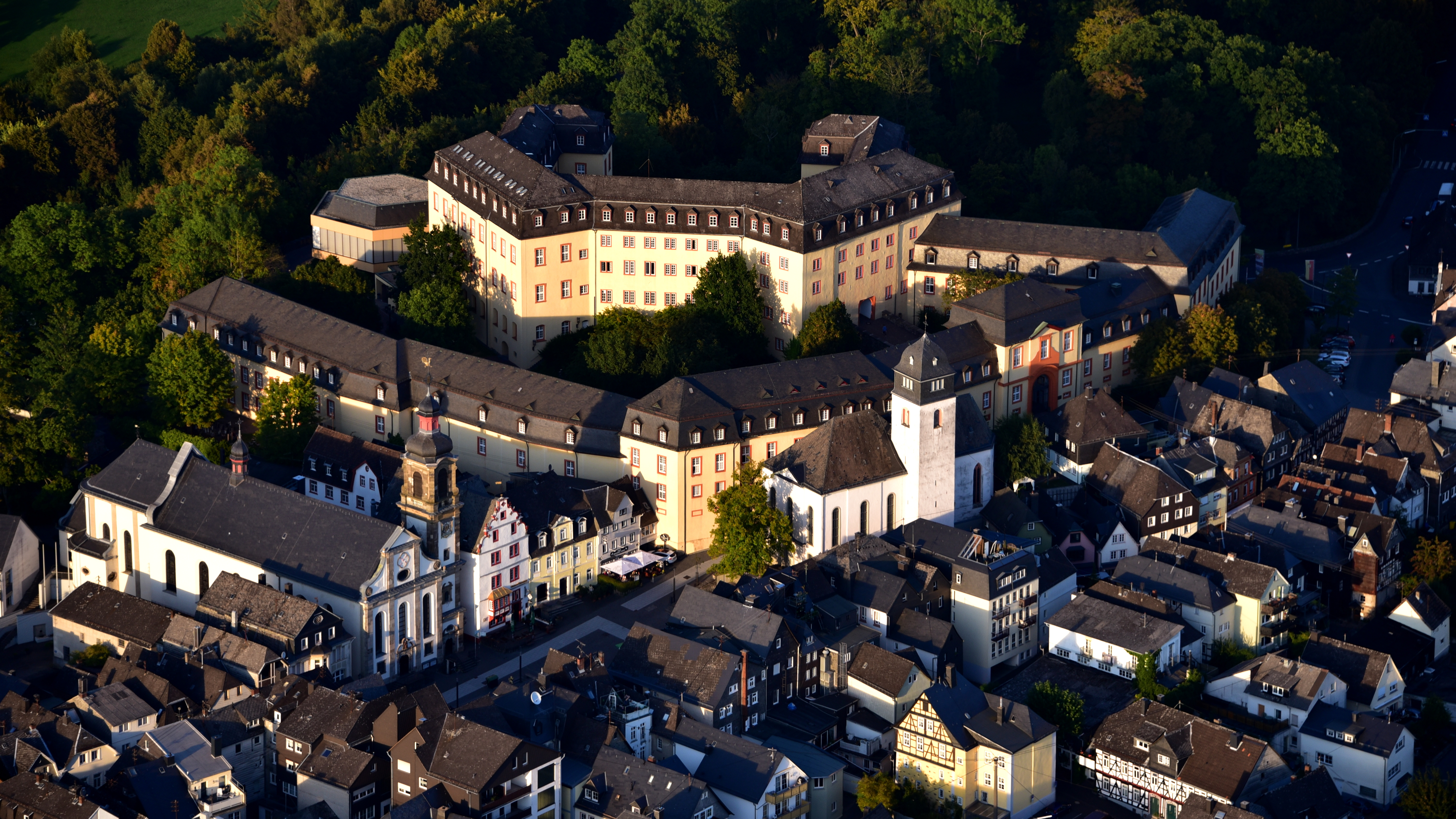
Le Château de Hachenburg